# NGC 2666
NGC 2666 est un amas ouvert situé dans la constellation du Lynx. Il a été découvert par l'astronome britannique John Herschel avant l'année 1828. NGC 2666 est composé de quelques étoiles dispersées autour de l'étoile HD 75135.